# Candi Corominas i Illa
Candi Corominas i Illa (Banyoles, 1880 - Banyoles, 1958) fou un metge.
Era fill d'Abdon Corominas i Sabater, que també era metge, i de Victòria Illa i Frigola. Hereu d'una nissaga de metges, iniciada amb el seu avi, Antoni Corominas i Biern (Besalú, 1817-Banyoles, 1884) va ser director del balneari de la Font pudosa. El seu oncle Josep Corominas i Sabater fou director de l'hospital de Sang de Banyoles durant la tercera carlinada. El seu fill Josep Maria Corominas i Planellas continua amb la nissaga de metges.

## Biografia
Estudià el batxillerat a Girona, acabant-lo el 1895, per tot seguit anar fer els estudis de Medicina, a la Universitat de Barcelona, on es llicencià l'any 1902 en Medicina i Cirurgia, el mateix any que obtenia el Diploma d'alumne intern de Mèrit i guanyava un premi en un Certament Nacional, pel seu treball "Estudio de la irrigación intra-uterina".
El 1903 va aconseguir el doctorat a Madrid, seguidament ingressà com a metge a la beneficència municipal de Banyoles l'any 1904. Per després traslladar-se a la població de Llançà, on va contraure matrimoni amb Remei Planellas i Oriol, i amb qui va tenir set fills: Abdon, Josep Maria, Montserrat, Frederic, Carmen, Concepció i Maria. El 1925 va ser metge titular de Sant Andreu del Terri; l'any 1926, inspector municipal de sanitat a Banyoles, i el 1928 va ser escollit metge titular de Banyoles.
Va ser membre de la Unió Nacionalista Catalana. Jutge de pau, l'any 1909 i regidor de l'ajuntament entre 1917 i 1918 i entre 1920 i 1922. Durant diversos anys va dirigir el quadre escènic de la Lliga de Defensa de l'Agricultura, Indústria i Comerç de Banyoles i Comarca.
En l'àmbit literari, aconseguí diversos premis en "concursos literaris" convocats pel grup humorista "La Xeringa", i va deixar alguns escrits, sobretot poesies humorístiques i epigramàtiques, i articles a la "Gazeta Banyolina", "Vida Banyolina", "El Banyolí" i "La Veu de Catalunya".
Va morir a Banyoles l'any 1958.
L'Ajuntament de Banyoles dedicà un carrer de la ciutat a Candi Corominas i Illa. Situat al sud de la ciutat, al Pla de l'Ametller, al limit amb el terme municipal de Porqueres. Va ser aprovat en el ple municipal del dia 21 d'abril de 1965.